# Friedrich Gustav Schilling

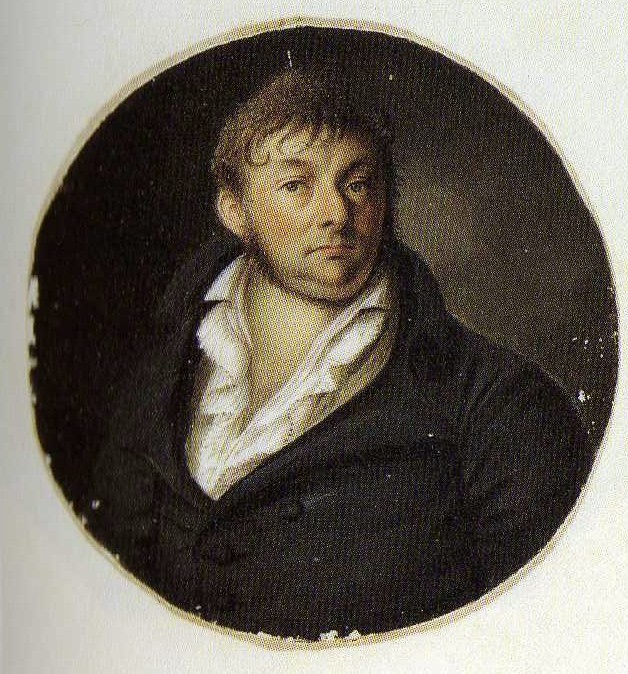
Friedrich Gustav Schilling um 1800

Friedrich Gustav Schilling (* 25. November 1766 in Dresden; † 30. Juli 1839 ebenda; Pseudonym: Zebedäus Kukuk, der jüngere) war ein deutscher Dichter und Belletrist. Er publizierte vor allem Erzählungen und Romane. Einige seiner ersten Gedichte erschienen in Friedrich Schillers Zeitschrift Thalia. Bekannt ist er bis heute durch seinen erotischen Roman Die Denkwürdigkeiten des Herrn v. H.

## Herkunft
Schilling wurde als Sohn des kursächsischen Beamten und Landjunkers Johann Friedrich Schilling und der Eleonore Friederike Ferber,  1766 in Dresden geboren. Seine Familie besaß seit ungefähr 1710 das adlige Gut Zscheila bei Meißen, in welchem Schilling den Großteil seiner Jugend verbrachte. Sein Pate war der damals berühmte Dichter Gottlieb Wilhelm Rabener.

## Leben
Von 1779 bis 1781 besuchte er als Zögling des damaligen Rektors die Fürstenschule Sankt Afra in Meißen, nachdem er davor von verschiedenen Hauslehrern unterrichtet worden war. 1781 ging er jedoch auf eigenen Wunsch zur Armee, wo er schließlich am 15. April 1782 zu einer Artillerieeinheit nach Freiberg kam und dort eine Offizierslaufbahn einschlug. Zu dieser Zeit war Schilling bereits schriftstellerisch tätig. Dabei versuchte er sich zuerst als Dichter und Schreiber von Dramen. 1789 erschienen in der Zeitschrift Thalia drei seiner Gedichte, nachdem er Friedrich Schiller in einem Briefwechsel darum gebeten hatte. Allerdings wandte er sich schon früh dem Verfassen von Romanen und Novellen zu. Über den Rheinfeldzug 1792 und die Schlacht von Jena und Auerstedt verfasste er unter dem Pseudonym „Zebedäus Kukuk (der Ältere/der Jüngere)“ interessante Satiren. 1810 wurde er schließlich im Range eines Hauptmannes entlassen. Nachdem er 1808 noch zu den Befürwortern der Politik Kaisers Napoleon Bonaparte gehörte nahm er später an den Befreiungskriegen in den Reihen des Lützower Freikorps teil, wo er das Eiserne Kreuz erwarb.
Nach 1814 widmete er sich ausschließlich seiner schriftstellerischen Tätigkeiten. Bereits nach 1800 gehörte Schilling, neben August Friedrich Ernst Langbein, August Lafontaine und Heinrich Clauren zu den bekanntesten und erfolgreichsten Unterhaltungsschriftstellern in Deutschland.

## Werk
Friedrich Gustav Schilling war ein außergewöhnlich fruchtbarer Schriftsteller. Seine Ausgabe aus letzter Hand umfasste allein über 80 Romane, Novellen und Erzählungen, ohne dabei vollständig zu sein. So fehlten in dieser Ausgabe seine Dramen, Gedichte und auch sein erfolgreichstes Frühwerk Guido von Sohnsdom. Überhaupt ist sein Frühwerk nur in Auszügen erhalten geblieben, was nicht zuletzt mit qualitativen Mängeln dieser ersten Versuche zu erklären ist.
Auch später wurden seine Romane und Erzählungen häufig in der Kritik nur mäßig bewertet, so auch von Karl Friedrich Ludwig Goedeke, der schrieb, Schilling sei „in der Wahl der Stoffe flach, alltäglich, in der Erfindung nicht ohne Talent, in der Darstellung lebhaft, mitunter launig, mehr doch spaßhaft, im Stil leichthin, genau mit den Schwächen und Armseligkeiten der Menschen bekannt, nur ohne jede Ahnung einer höhere künstlerischen oder sittlichen Anforderung“, während Ferdinand Stolle anders urteilte, Anlagen und Kräfte seien bei ihm wahrlich bedeutender, als die Mehrzahl der Leser wähne.
Tatsächlich sind die Werke Schillings typische Gesellschaftsromane der Frühromantik, die den Vergleich mit den Werken August Lafontaines oder Jane Austens nicht zu scheuen brauchen.
Seine Denkwürdigkeiten des Herrn v. H. wurden in mehrere Sprachen übersetzt und können zu Recht als ein Werk der erotischen Weltliteratur gelten.
Seine Berichte über die Feldzüge von 1792 am Rhein und der Doppelschlacht von Jena und Auerstädt sind dabei genauso interessante Zeitzeugnisse, wie seine Jugenderinnerungen. Da viele seiner Werke autobiografische Züge tragen, stellte 1941 sein Enkel Heinar Schilling aus einigen seiner Texte das Buch Pauker, Mädchen und Soldaten zusammen, in welchem seine Kindheit und Jugend beschrieben wird. 2009 wurde es überarbeitet und erweitert unter dem Titel Der kleine Junker erneut herausgegeben. Die übrigen Werke Friedrich Gustav Schillings sind weitgehend vergessen.

## Ausgewählte Werke
- Meine Launen zu Baden. Wien 1781
- Denkwürdigkeiten des Herrn von H., eines teutschen Edelmanns. Rom 1787
- Gedichte. Freiberg und Annaberg 1790
- Guido von Sohnsdom. Freiberg 1791, 3. Aufl. 1802
- Röschens Geheimnisse. Pirna 1798
- Julius. Freiberg 1799
- Clärchens Geständnisse. Freiberg 1799
- Das Weib wie es ist. Dresden 1800
- Schriften. Dresden 1810
- Die Flitterwochen meiner Ehe. Dresden 1812
- Friedrich Kind, Friedrich Laun und Gustav Schilling: Das Gespenst, Arnoldische Buchhandlung, Dresden, 1814.
- Sämmtliche Schriften. Dresden 1828
- Mädchen, Pauker und Soldaten. Dresden 1941, aus seinen Schriften durch Heinar Schilling zusammengestellt
- Der kleine Junker. Bautzen 2009, ISBN 978-3-00-029487-7, aus seinen Schriften durch Eric Beyer zusammengestellt